# Карађорђевићи након 1945.
Карађорђевићи након 1945. живели су у изгнанству ван Југославије и Србије до 2001.
Данашњи династички старешина је Александар Карађорђевић, син јединац последњег југословенског краља Петра II Карађорђевића. Он је у јавности познат као „Александар II Карађорђевић”, а његова породица као „Краљевска породица Србије”.

## Историја
Последњи југословенски краљ Петар II Карађорђевић је узео краљевску власт током војног пуча од 27. марта 1941. када је трочлано краљевско Намесништво било приморано да поднесе оставку. У земљи је владао само 19 дана пошто је 14. априла отишао у избеглиштво током Априлског рата. Подржавао је Југословенску војску у отаџбини под командом ђенерала Драгољуба Драже Михаиловића, а затим је септембра 1944. позвао Србе, Хрвате и Словенце да приступе у НОВЈ под командом маршала Јосипа Броза Тита. Краљ Петар II је свечаном декларацијом од 29. јануара 1945. у Лондону донео одлуку о преносу краљевске власти на трочлано краљевско Намесништво до одлуке Уставотворне скупштине о коначном уређењу државе. Дана 29. новембра укинута је монархија, а проглашена република.
У међувремену, 17. јула 1945. у Лондону је рођен Александар Карађорђевић, син краља Петра Другог. Он је од рођења до укидања монархије био југословенски престолонаследник. Краљ Петар је након Другог светског рата живео са породицом у САД где је и умро 3. новембра 1970. Династички старешина од тада је његов син јединац Александар, бивши престолонаследник. Краљевић Томислав Карађорђевић је живео у Великој Британији и био је ангажован у животу српске емиграције, а краљевић Андреј Карађорђевић у Великој Британији и САД. Оба краљевића имају мушко потомство. Кнез-намесник Павле Карађорђевић је већину живота у избеглиштву провео у Француској. Такође има мушко потомство.
Дана 8. марта 1947. Председништво Президијума Народне скупштине ФНРЈ је донело указ о одузимању држављанства и конфисковању целокупне имовине следећим Карађорђевићима: Петру (Александра), Александру (Петра), Томиславу (Александра), Андреју (Александра), Марији (Александра), Павлу (Арсена), Олги (Павла), Александру (Павла), Николи (Павла) и Јелисавети (Павла). Једино је некадашњи српски престолонаследник Ђорђе П. Карађорђевић остао живети у Београду до смрти 1972. Није оставио потомство.
Године 2001. тадашња Савезна Република Југославија је укинула указ из 1947. доношењем Закона о укидању Указа о одузимању држављанства и имовине породици Карађорђевић. Одређено је да ће услови за повраћај конфисковане имовине бити уређени посебним законом. Затим, од 17. јула 2001. године Краљевски двор у Београду је постао резиденција династичког старешине Александра Карађорђевића и његове породице.
Дана 8. јула 2015. године, Виши суд у Београду је рехабилитовао чланове династије који су по Указу 392 Президијума Председништва Народне скупштине ФНРЈ од 8. марта 1947. проглашени за народне непријатеље те да је он ништав од тренутка доношења, у делу који се односи на престолонаследника и наведене чланове династије те да се рехабилитована лица, сматрају се неосуђиваним.

## Краљевски дом
Краљ владалац је био врховни старешина и заштитник свима члановима Краљевског дома. Односи и ранг чланова Краљевског дома уређивали су се правилником који је прописивао краљ. Последњи Породични правилник за чланове Краљевског дома Краљевине Југославије донесен је 5. априла 1930. Краљевску власт (тј. старешинство у Краљевском дому) наслеђује само мушко потомство по реду прворођења или се евентуално одређује наследник из побочне линије.
Према члану 38. Устава Краљевине Југославије (1931) Краљевски дом су састављали: краљица супруга, живи преци краљеви у правој линији, из исте династије, са својим супругама, живи потомци краљеви у правој линији са својим супругама и потомцима, рођена браћа краљева и њихови потомци са својим супругама, сестре краља владаоца, и сви женски потомци до удаје, стриц краља Александра I кнез Арсен, кнез Павле са супругом и потомцима, и то женским потомцима до удаје.
Краљ Петар II Карађорђевић је 17. маја 1941. у Јерусалиму прогласио измену члана 38. Устава и прописао да Краљевски дом саставља: краљица, супруга краљева; његови живи преци и његови потомци у правој линији са супругама и потомцима; млађа браћа краљева и њихови потомци са њиховим супругама; сестре владајућег краља, као и сви женски потомци до њихове удаје. Народно представништво није никада дало накнадну сагласност на ову изузетну уставну промену, како је било прописано чланом 116. Устава.

## Краљевска породица
Данашњи династички старешина Александар Карађорђевић користи титулу „Његово краљевско височанство престолонаследник Александар”, а у јавности је највише познат под именом „Александар II Карађорђевић”. Није познато по коме правилнику су данас уређени односи и ранг династичких чланова нити зашто се званично не спомиње Краљевски дом већ само „Краљевска породица Србије”. Такође, није познато ни зашто се користе титуле „принц” и „принцеза” иако је последњим породичним правилником прописано да су чланови Краљевског дома „краљевићи, кнежеви и кнегиње” са титулом „краљевског височанства”.
Краљевску породицу чине: престолонаследник Александар и принцеза Катарина, принц Петар, принц наследник Филип и принцеза Даница и принц Александар. Осим мушких припадника краљевске породице у поретку наслеђивања налазе се још: принчеви Никола, Ђорђе и Михаило (синови краљевића Томислава) и принчеви Владимир и Димитрије (синови краљевића Андреја).
По ставу „Краљевске породице Србије” мушки припадници млађе линије Карађорђевића (која потиче од Карађорђа, а наставља се преко његовог сина кнеза Александра и његовог сина кнеза Арсена и унука кнеза-намесника Павла, до праунука кнеза Александра) кнежеви Димитрије, Михаило, Сергије и Душан немају никаквих наследних права. Женски припадници ове линије су: кнегиња Барбара (удовица кнеза Александра), кнегиња Јелена (кћерка кнеза Александра) и кнегиња Јелисавета (сестра кнеза Александра, кћерка кнеза-намесника Павла).
При „Краљевској породици Србије” установљена су три најважнија саветодавна тела: Крунски савет, Крунско веће и Крунски кабинет (енгл. Crown Council, Privy Council, Crown Cabinet). За време српске и југословенске монархије постојао је Дворски савет под председништвом краља, као тело за „оцену и расправу дисциплинских иступа” у Краљевском дому.

## Родослов

### Старија линија
Старија линија Карађорђевића након 1945. јесте потомство од краља Петра Првог (1844—1921) са супругом Зорком (1864—1890):
1. кнегиња Јелена Карађорђевић (1884—1962)
2. Милена Карађорђевић (1886—1887)
3. краљевић Ђорђе П. Карађорђевић (1887—1972) и супруга Радмила (1907—1993)
4. краљ Александар I Карађорђевић (1888—1934) са супругом Маријом (1900—1961):
  1. краљ Петар II Карађорђевић (1923—1970) са супругом Александром (1921—1993):
    1. престолонаследник Александар Карађорђевић (1945), династички старешина
са првом супругом Маријом (1946):
      1. принц  Петар Карађорђевић (1980) (абдицирао)
      2. принц наследник Филип Карађорђевић (1982) са супругом Даницом (1986):
        1. принц Стефан Карађорђевић (2018)
        2. принцеза Марија Карађорђевић (2023)

      3. принц Александар Карађорђевић (1982)

друга супруга Катарина (1943)

  2. краљевић Томислав Карађорђевић (1928—2000)
са првом супругом Маргаритом (1932—2013):
    1. принц Никола Т. Карађорђевић (1958) са супругом Љиљаном (1959):
      1. принцеза Марија Карађорђевић (1993)

    2. принцеза Катарина Т. Карађорђевић (1959)

са другом супругом Линдом (1949)
    1. принц Ђорђе Т. Карађорђевић (1984) и супруга Фелон (1988)
    2. принц Михаило Т. Карађорђевић (1985) и супруга Љубица (1989)
      1. принцеза Наталија Карађорђевић (2018)
      2. принцеза Исидора Карађорђевић (2022)

  3. краљевић Андреј Карађорђевић (1929—1990)
са првом супругом Кристином (1933—2011):
    1. принцеза Татјана Карађорђевић (1957)
    2. принц Христофор Карађорђевић (1960—1994)

са другом супругом Киром (1930—2005):
    1. принцеза Лавинија Карађорђевић (1961)
    2. принц Владимир Карађорђевић (1964) и супруга Бригита (1956)
    3. принц Димитрије (Андрејев) Карађорђевић (1965)

трећа супруга Ева Марија (1926—2020)
5. Андрија Карађорђевић (1890—1890)

### Млађа линија
Млађа линија Карађорђевића након 1945. јесте потомство од кнеза-намесника Павла (1893—1976) са супругом Олгом (1903—1997):
1. кнез Александар (Павлов) Карађорђевић (1924—2016)
са првом супругом Маријом (1934):
  1. кнез Димитрије (Александров) Карађорђевић (1958)
  2. кнез Михаило (Александров) Карађорђевић (1958)
  3. кнез Сергије Карађорђевић (1963) и супруга Елеонора (*из ванбрачне везе са Кристином Баурота-Галеоти има сина Умберта Емануела Димитрија Карађорђевића (рођен 3. фебруара 2018))[10]
  4. кнегиња Јелена (Александрова) Карађорђевић (1963)

са другом супругом Барбаром (1942):
  1. кнез Душан Карађорђевић (1977) и супруга Валерија[11]
2. кнез Никола Карађорђевић (1928—1954)
3. кнегиња Јелисавета Карађорђевић (1936)